# 佐紀高塚古墳

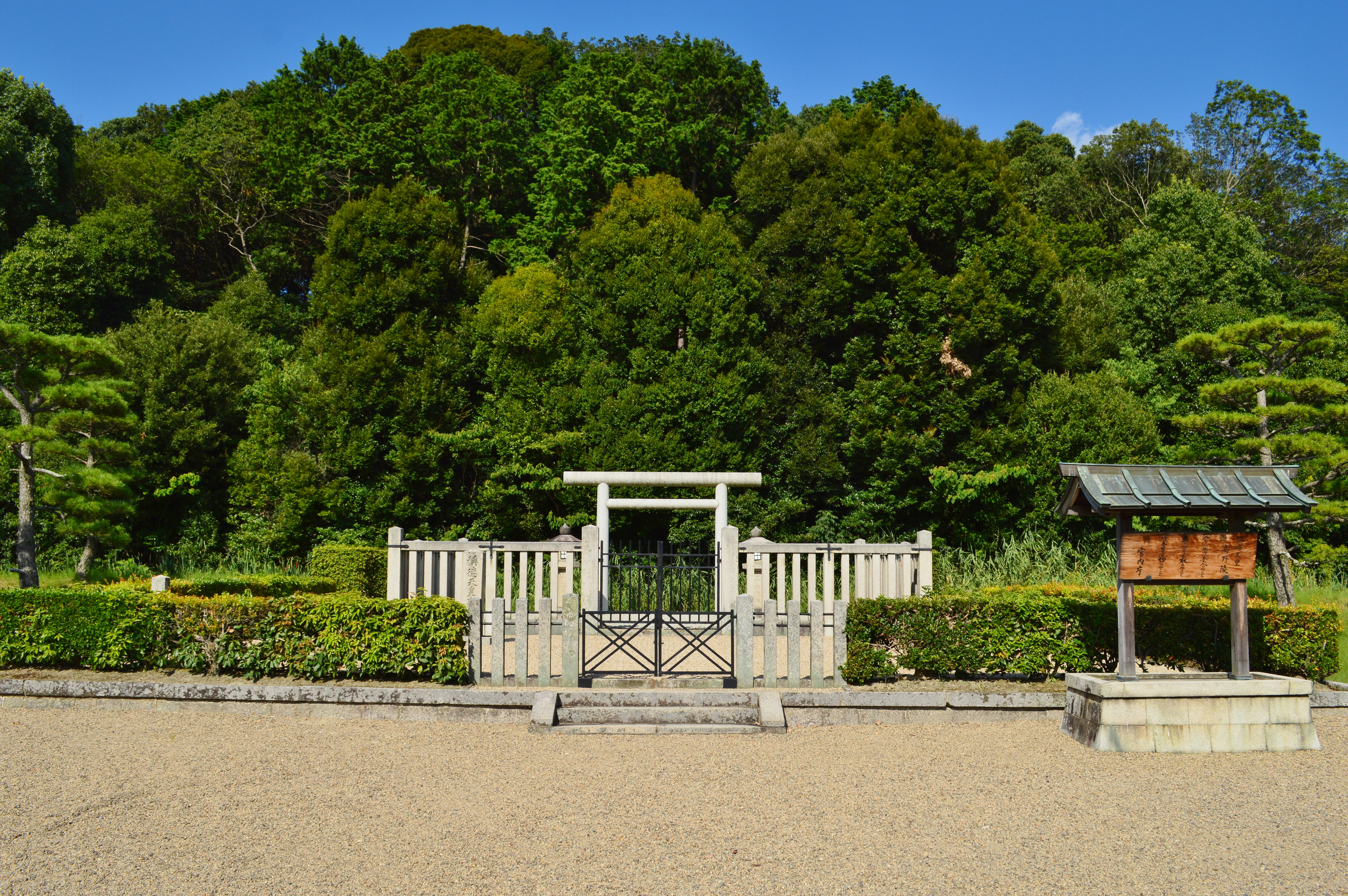
称徳天皇高野陵 拝所

佐紀高塚古墳（さきたかつかこふん）は、奈良県奈良市山陵町（みささぎちょう）にある古墳。形状は前方後円墳。佐紀盾列古墳群（西群）を構成する古墳の1つ。
実際の被葬者は明らかでないが、宮内庁により「高野陵（たかののみささぎ）」として第48代称徳天皇（第46代孝謙天皇重祚）の陵に治定されている。

## 概要

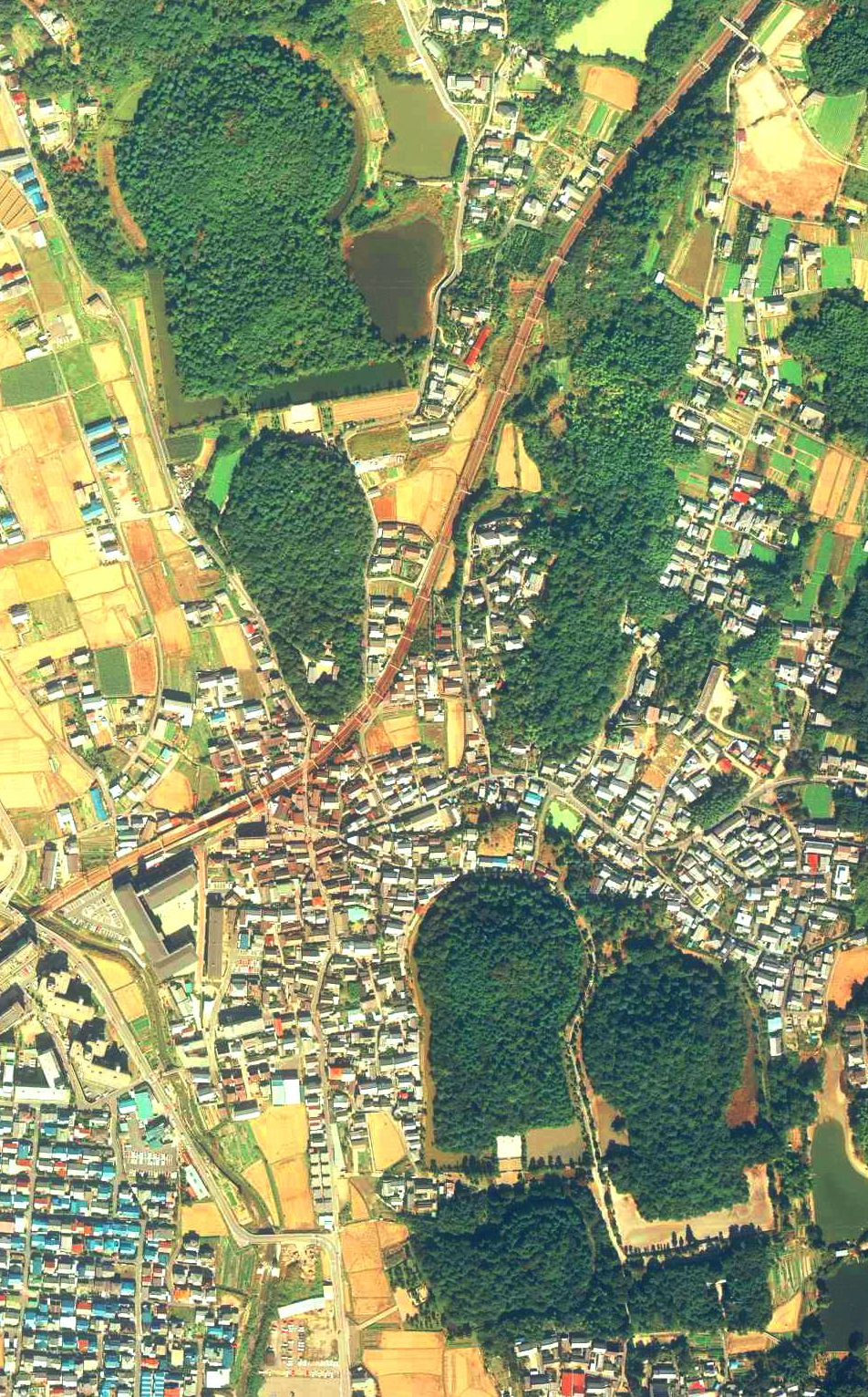
佐紀盾列古墳群 西群左上：五社神古墳（伝神功皇后陵）
下中：佐紀石塚山古墳（伝成務天皇陵）
下右：佐紀陵山古墳（伝日葉酢媛命陵）
最下：佐紀高塚古墳（伝称徳天皇陵）

奈良盆地北部、佐紀丘陵南麓において、丘尾を切断して築造された大型前方後円墳である。丘陵上では多くの巨大古墳を含む佐紀盾列古墳群の営造が知られるが、本古墳はその古墳群の中で佐紀石塚山古墳（伝成務天皇陵）・佐紀陵山古墳（伝日葉酢媛命陵）・五社神古墳（伝神功皇后陵）等とともに西群を形成する。佐紀高塚古墳自体は、佐紀石塚山古墳・佐紀陵山古墳の南に隣接する形で築造される。明治以降は宮内庁により天皇陵に治定されているため、これまでに本格的な調査はなされていない。
墳形は前方後円形で、前方部を西方向に向けており、南北を主軸とする西群の他古墳とは直交する。墳丘は3段築成。墳丘からはかつて埴輪が検出されたというが詳らかでない。墳丘周囲には不連続ながら鍵穴形で幅の狭い周濠が巡らされる。埋葬施設は明らかでなく、副葬品も詳らかでない。
この佐紀高塚古墳は、古墳時代前期後半の4世紀代の築造と推定される。佐紀古墳群の古墳としては中型規模で、墳丘主軸も他の主要古墳とは方向を異にすることから、主要古墳に随伴するランクの古墳であったものと推測される。被葬者は明らかでないが、現在では宮内庁により第48代称徳天皇（第46代孝謙天皇重祚）の陵に治定されている。
なお古墳域は、後世に営まれた平城京では右京北辺二坊に位置する。また近年には古墳西方を流れる秋篠川において河川改修時に多数の大型円筒埴輪が出土しているが、それらを本古墳のものとする説もある。

## 遺跡歴
- 文久3年（1863年）、文久の修陵で称徳天皇の陵に治定[6]。
- 明治期、宮内省（現・宮内庁）により称徳天皇の陵に治定。
- 1889年（明治22年）、石柵・鉄扉の改造[6]。

## 墳丘
墳丘の規模は次の通り。
- 墳丘長：127メートル
- 後円部 - 3段築成。
  - 直径：84メートル
- 前方部 - 3段築成。
  - 幅：70メートル

## 被葬者
佐紀高塚古墳の実際の被葬者は明らかでないが、宮内庁では第48代称徳天皇（第46代孝謙天皇重祚）の陵に治定している。『続日本紀』によれば、称徳天皇は宝亀元年（770年）8月4日に西宮寝殿で崩御したため、即日に作山陵司等の諸司が任じられ、鈴鹿王（高市皇子次男）の旧宅の場所に畿内・近国の役夫6,300人をして山陵が営造され、8月17日に天皇をその大和国添下郡佐貴郷の「高野山陵」に葬ったという。『延喜式』諸陵寮では遠陵の「高野陵」として記載され、大和国添下郡の所在で、兆域は東西5町・南北3町で守戸5烟を毎年あてるとする。
称徳天皇の真陵については、『西大寺資財流記帳』の記述を基にすると、この佐紀高塚古墳（西大寺の東方に所在）ではなく西大寺の寺域西限の地に存在したと推定される。しかし後世に陵に関する所伝は失われ、鎌倉時代の「大和国西大寺往古敷地図」（徳治2年（1307年）以前成立）を初見として本古墳に比定する説が生じた。江戸時代には、さらに北方の五社神古墳を称徳天皇陵にあてた説も生じている。その後、幕末の文久の修陵に際し、「大和国西大寺往古敷地図」等を基に本古墳が改めて称徳天皇陵に比定され、これが現在に踏襲されている。
なお、本来の称徳天皇陵の位置については明らかでないが、西大寺西方にある奈良自動車学校の南側丘陵付近に推定する説がある。

## 現地情報
所在地
- 奈良県奈良市山陵町字御陵前

交通アクセス
- 鉄道
  - 近畿日本鉄道（近鉄）京都線 平城駅（徒歩約6分）
  - 近畿日本鉄道（近鉄）京都線・奈良線・橿原線 大和西大寺駅（徒歩約7分）

周辺
- 成務天皇 狭城盾列池後陵（佐紀石塚山古墳）
- 日葉酢媛命 狭木之寺間陵（佐紀陵山古墳）
- 神功皇后 狭城盾列池上陵（五社神古墳）